# WBC The Palace
WBC The Palace es un complejo de dos rascacielos residenciales en Busan, Corea del Sur. Consta de tres torres de oficinas y una torre residencial. Las Torres 1 y 2 estuvieron terminadas en 2011 y estaban a esa fecha entre las 200 torres más altas del mundo.